# Raja Ganesh
Raja Ganesh (de l'hindi Ganésa, transcrit en àrab com a G.n.s.) fou un gran propietari de terres hindú del nord de Bengala que va usurpar el poder als Ilyashàdides vers el 1415. Se sap molt poc del seu govern i sembla que ja havia començat a governar en alguns territoris uns temps abans d'assolir el tron a Bengala, si bé ho va fer aparentment un temps com a vassall del sobirà Ilyashàdida. Les fonts no obstant són poc clares sobre aquestos punts.
Segons el Riaz-us-Salatin (una crònica escita el 1788), Raja Ganesha era terratinent a Bhaturia i segons Francis Buchanan Hamilton era hakim o governador de Dinajpur; en una carta contemporània és descrit com a membre d'una família de senyors terratinents de 400 anys d'antiguitat que hauria entrat al servei dels Ilyashàdides de Pandua. Segons el Riaz-us-Salatin, va matar Sultan Ghiyasuddin Azam Shah (Ghiyath al-Din Azam que governava a Bengala oriental vers 1390-1396, si bé la font el fa regnar fins a 1410), però altres fonts com Firishta i Nizam-ud-Din Ahmad no ho esmenten. Ghiyath al-Din Azam fou succeït pel seu fill Sayf al-Din Hamza (vers 1396-1406, altres fonts donen 1410-1412) i aquest per Shams al-Din (1406-1410, altres fonts no l'esmenten) seguit per Shihab al-Din Bayazid Shah I (1410-1414 o 1412-1414). Segons Firishta fou en el regnat d'aquest que va esdevenir poderós. A la seva mort el va succeir el seu fill Ala al-Din Firuz II que fou apartat del poder per Ganesh, però el Riaz-us-Salatin diu que va matar Shihab al-Din Bayazid Shah I i va ocupar el poder, permetent a Ala al-Din Firuz Shah la successió (1414–15) fins que al cap d'uns mesos el va deposar i va ocupar el tron (algunes fonts diuen que va posar al tron el seu fill Jadu).
La seva identificació amb un raja que va encunyar monedes a Bengala al seu temps, de nom Danujamardaneva, és discutida. Raja Ganesh va morir el 1418 i llavors el va succeir (si era ja al tron va adquirir poder efectiu) el seu fill Jadu, que es va convertir a l'islam amb el nom de Jalal al-Din Muhammad.